# Pont de Bry
Le pont de Bry est un pont routier qui permet de relier Le Perreux-sur-Marne à Bry-sur-Marne.

## Histoire

### Le pont actuel
Suivant le projet des ateliers Schwartz-Hautmont, le pont actuel fut construit entre 1935 et 1938. Il est de type cantilever en béton armé et traverse la rivière en une seule travée.
En juin 1940, il fut partiellement détruit à l'explosif par l'armée française, mais la circulation y fut rétablie dès avril 1941. Sa réfection complète fut menée après la Libération, de 1944 à 1948.

### Les ponts précédents
A l'actuel emplacement du pont, le passage de la Marne fut longtemps effectué par un bac dont les droits de passage étaient perçus par le seigneur de Bry.
La construction d'un pont est envisagée pendant la Restauration. Une ordonnance royale du 18 juillet 1830 concède aux sieurs Jules Seguin et Jean-Marc Gras le péage d'un pont suspendu pour une durée de 70 ans. Les travaux ont lieu de 1830 à 1831 et le pont est inauguré le 22 juillet 1831. Le tablier est soutenu par des fils de fer amarrés à deux pylônes de pierre de taille bâtis sur chaque rive. Il est long de 76 m et large de 4,40 m.
Mais le 2 avril 1844, un ouragan entraîne l'ouvrage dans la rivière. La remise en état va durer sept mois, mais le pont est désormais très critiqué : jugé dangereux et trop étroit. Il est fermé la nuit et le péage est trop cher. Il est finalement détruit pendant la guerre de 1870-71 sur ordre du gouvernement par le Génie, le 13 septembre 1870.
Un nouveau pont est construit de 1872 à 1873. C'est un pont de fer large de sept mètres cinquante porté par deux piles en maçonnerie s'appuyant sur le fond de la rivière. Il est en service de 1873 à 1938.
À noter que le péage fut maintenu malgré les nombreuses protestations des habitants jusqu'au 26 avril 1884. C'est le dernier pont à péage du département de la Seine.

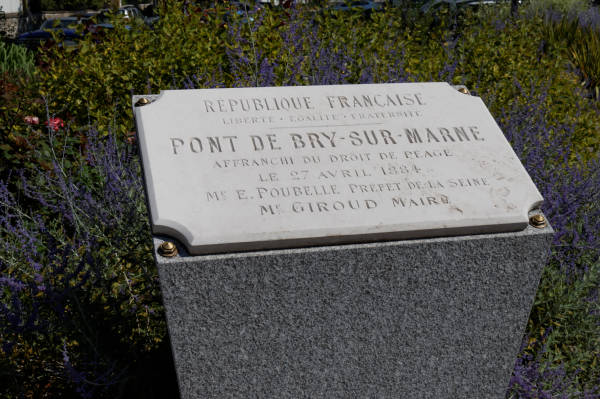
Plaque commémorant la fin du péage du pont de Bry.